# Ilona Ralf Sues
Ilona Ralf Sues (ur. 27 września 1896 w Łodzi jako Illona Süss, data i miejsce śmierci nieznane) – działaczka społeczna, podróżniczka, pisarka, tłumaczka literatury polskiej na język angielski. 

## Życiorys
Córka skrzypaczki Róży Szyndler-Suessowej i łódzkiego kupca Georga Süssa. Siostra aktorki Lilly Sueß-Eisenlohr (Lili Valenty).
W latach 1917–1919 stenotypistka w Głównej Kasie Miejskiej w Łodzi. Po śmierci ojca, w marcu 1919 roku, przeprowadza się do Warszawy i pracuje jako tłumaczka dla Amerykańskiej Administracji Pomocy. W latach następnych działa m.in. jako asystentka pułkownika Edwarda Lowrego, europejskiego reprezentanta Willa Haysa i amerykańskiego przemysłu filmowego. Od 1926 zatrudniona w genewskim Anti-Opium Information Bureau. W latach 1936–1938 przebywa w Chinach, pracując między innymi jako osobista doradczyni Madame Czang Kaj-szek, przeprowadza m.in. wywiad z Mao Zedongiem. Owocem pobytu w Chinach jest anglojęzyczna książka Shark's Fins and Millet. W latach 1941–1951 mieszka i działa na rzecz Chin w Stanach Zjednoczonych. Na skutek antykomunistycznej nagonki opuszcza Nowy Jork i po ponad trzydziestu latach wraca do Polski, gdzie zajmuje się przekładem i popularyzacją literatury polskiej za granicą. Najprawdopodobniej w drugiej połowie lat sześćdziesiątych wyjeżdża z Polski do Szwajcarii w wyniku antysemickich prześladowań.